# Воскресенськ (Калузька область)
Воскресенськ (рос. Воскресенск) — село в Кіровському районі Калузької області Російської Федерації.
Населення становить 171 особу. Входить до складу муніципального утворення Село Воскресенськ.

## Історія
Від 2004 року входить до складу муніципального утворення Село Воскресенськ.

## Населення
| 2002 | 2010 |
| ---- | ---- |
| 166  | ↗171 |